# Limace de Maillard
Hyalimax maillardi
Espèce
La Limace de Maillard (Hyalimax maillardi) est une espèce de mollusques gastéropodes de la famille des Succineidae, endémique de La Réunion, dans le sud-ouest de l'océan Indien. Il existe à Maurice une espèce très proche : Hyalimax perlucidus (Quoy & Gaymard, 1832).
Il s'agit d'une limace au corps translucide, de 10 à 20 mm de long. Elle est visible dans les forêts réunionnaises d'altitude, où elle se promène sur les feuilles humides pour y brouter les algues microscopiques. Certaines personnes lui attribuent les petits sons flûtés qu'on peut entendre la nuit en forêt...